# I. Rice Pereira

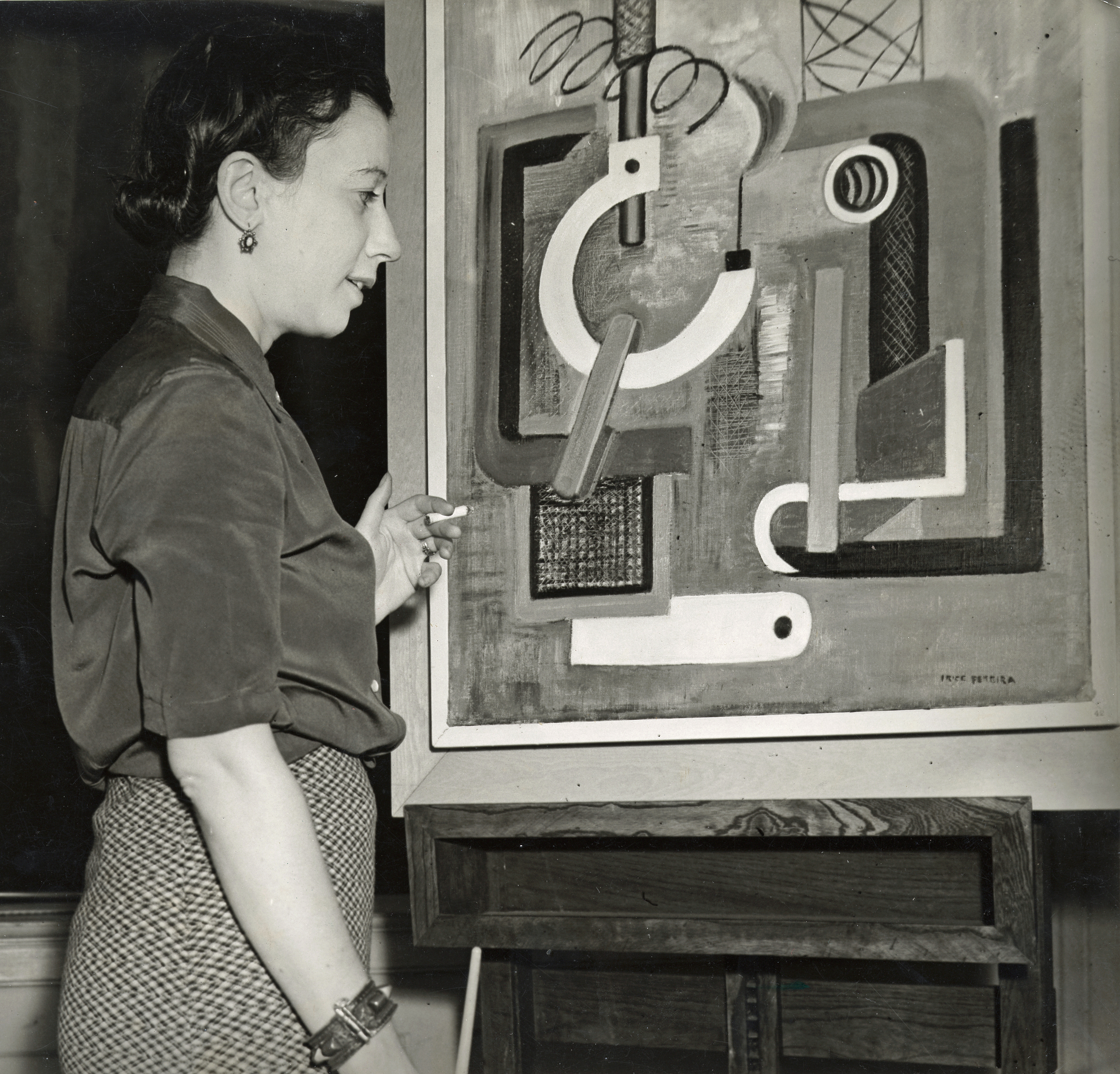
Irene Rice Pereira, 1938. Archives of American Art

Irene Rice Pereira (* 5. August 1902 in Chelsea, Massachusetts, USA; † 11. Januar 1971 in Marbella, Spanien) war eine US-amerikanische abstrakte Künstlerin, Dichterin und Philosophin, die eine wichtige Rolle in der Entwicklung des Modernismus in den Vereinigten Staaten spielte.

## Leben
Irene Rice war die älteste von drei Schwestern und einem Bruder. Ihre Schwester Juanita Rice Guccione war ebenfalls als Malerin tätig. Nach dem Tod ihres Vaters 1918 zog die Familie nach Brooklyn, New York. Um ihre Familie zu unterstützen, arbeitete sie als Stenografin und besuchte Abendkurse in Literatur an der New York University sowie Kunstkurse an der Washington Irving High School. 1927 schrieb sie sich für Abendkurse an der Art Students League of New York ein, wo sie bei Jan Matulka und Richard Lahey studierte.
1929 heiratete sie den Werbegrafiker und Maler Humberto Pereira. Irene Rice nahm den Nachnamen ihres Mannes an und änderte später ihren Namen in I. Rice Pereira, um der geschlechtsspezifischen Diskriminierung in der Kunstwelt zu entgehen. Nach ihrer Scheidung heiratete sie den Schiffbauingenieur George Wellington Brown, dessen Interesse an Materialien und Konstruktionstechniken ihren künstlerischen Stil stark beeinflusste. 1931 reiste Irene Rice Pereira nach Europa und Nordafrika, um ihre Malstudien fortzusetzen, besuchte die Académie Moderne und studierte bei Amédée Ozenfant in Paris. Nach ihrer Rückkehr nach New York im Jahr 1933 studierte sie für kurze Zeit bei Hans Hofmann an der Art Students League.  
In den 1930er Jahren entwickelte Irene Rice Pereira eine Faszination für Schiffe, insbesondere für deren technische Strukturen. Ein Aufenthalt in Marokko Mitte der 1930er Jahre prägte ihre künstlerische Entwicklung nachhaltig. Die dortige Wüstenlandschaft und die kubistisch anmutende Architektur des Maghreb führten zu einer lebenslangen Auseinandersetzung mit Licht, Optik und Wahrnehmung. Nach ihrer Rückkehr in die USA beteiligte sich Irene Rice Pereira an der Gründung des Works Progress Administration (WPA) Design Laboratory, einer Initiative zur Förderung von Design und Kunst. In den 1940er und frühen 1950er Jahren erlangte sie Anerkennung für ihre abstrakten geometrischen Werke, insbesondere für ihre Arbeiten mit geschichteten Glasplatten, die Lichteffekte und Reflexionen untersuchten. 1953 widmete ihr das Whitney Museum in New York eine Retrospektive. Im selben Jahr veröffentlichte die Zeitschrift Life eine Fotoreportage über ihr Werk.  
Mit dem Aufkommen des Abstrakten Expressionismus in den späten 1950er Jahren gerieten Irene Rice Pereira und andere Künstlerinnen und Künstler der geometrischen Abstraktion in den Hintergrund. Sie kritisierte den von Männern dominierten Kunstbetrieb und wies darauf hin, dass Werke von Frauen zwar von Museen angekauft, aber selten ausgestellt würden. In ihren letzten Lebensjahren litt Irene Rice Pereira an einem Lungenemphysem und verlor ihr Atelier in Chelsea, New York, wo sie über 30 Jahre lang gearbeitet hatte. Sie starb 1971 in Marbella, Spanien.  

## Werk
Irene Rice Pereira war bekannt für ihre Werke der geometrischen und der lyrischen Abstraktion. Sie war von den Prinzipien des Bauhauses beeinflusst und integrierte technologische Komponenten wie Schiffslüfter, Generatoren und Zahnräder in ihre Maschinenbilder. In den späten 1930er Jahren experimentierte sie mit Materialien wie Glas, Kunststoff und Blattgold, um Licht in ihre Werke zu integrieren. Sie signierte ihre Werke mit I. Rice Pereira, was oft dazu führte, dass sie für einen Mann gehalten wurde.